# Cerastium pedunculatum
Cerastium pedunculatum là loài thực vật có hoa thuộc họ Cẩm chướng. Loài này được Gaudin mô tả khoa học đầu tiên năm 1828.